# Macquartia albertana
Macquartia albertana är en tvåvingeart som först beskrevs av Henry J. Reinhard 1945.  Macquartia albertana ingår i släktet Macquartia och familjen parasitflugor.
Artens utbredningsområde är Alberta. Inga underarter finns listade i Catalogue of Life.